# Црвена кречана
Црвена кречана је трећи по висини врх Фрушке горе (500 м.н.в.), налази се 2 km североисточно од Црвеног чота. Литолошки је изграђен од когломерата, филита, кварцита и пешчара. Морфолошки није јаче изражен у односу на околину. Са врха површинске воде отичу у локалне сливове Дубочаш и Козарски поток. Врх је под шумским покривачем. На 200 метара јужно од врха пролази локални асфалтни пут који води гребеном Фрушке горе.